# Les noies dels cupons
Les noies dels cupons (títol original en anglès, Queenpins) és una pel·lícula de comèdia estatunidenca del 2021 escrita i dirigida per Aron Gaudet i Gita Pullapilly. És protagonitzada per Kristen Bell, Kirby Howell-Baptiste, Paul Walter Hauser, Bebe Rexha i Vince Vaughn. Ben Stiller exerceix de productor executiu sota la seva productora Red Hour Productions. S'ha subtitulat al català.
Es va estrenar en una selecció de cinemes dels Estats Units a través de Cinemark el 10 de setembre de 2021 i a la plataforma Paramount+ el 30 de setembre del mateix anys. La pel·lícula va rebre crítiques en diversos sentits.
La pel·lícula està basada en la història de Robin Ramirez, Amiko (Amy) Fountain i Marilyn Johnson, que van ser detingudes per la policia de Phoenix el 2012. La policia va trobar més de 25 milions de dòlars de cupons falsos a la casa de Ramirez i va confiscar béns per valor de més de 2 milions de dòlars, incloent-hi 22 armes de foc, 21 vehicles i un vaixell de 12 metres.